# Rohozná, Jihlava
Rohozná là một làng thuộc huyện Jihlava, vùng Vysočina, Cộng hòa Séc.